# Hyale prevostii
Hyale prevostii är en kräftdjursart som först beskrevs av H. Milne Edwards 1830.  Hyale prevostii ingår i släktet Hyale och familjen Hyalidae. Arten är reproducerande i Sverige. Inga underarter finns listade i Catalogue of Life.